# Nils Ström (1714–1783)
Nils Ström född 1714, död 12 september 1783, var en svensk superkargör, brukspatron och direktör vid Ostindiska kompaniet 1763–1766.
Han var son till Hans Olofsson (Olof) Ström och Anna Elisabeth Sahlgren (–1733) samt gift första gången med Wilhelmina Grubb (1728–1762) och andra gången med Catharina Arfwedsson (1737–1793), båda äktenskapen blev barnlösa. Ström var kusin till en av Ostindiska kompaniets största intressenter Niclas Sahlgren och Johan Fredrik Ström.
Nils Ström gjorde flera resor med Ostindiska kompaniet. Vid resan med skeppet Suecia 1739–1740 var han påmönstrad som superkarg-assistent. När skeppet förliste vid Orkneyöarna i november 1740, var han bland dem som räddades. Han var påmönstrad som 3:e superkargör på skeppet Götheborg som förliste vid Nya Älvsborg 12 september 1745 efter återkomsten från Kanton. Vid expeditionen 1746–1748 var han 1:e superkargör på skeppet Calmar med ansvar för den botaniska expedition. Som botaniker och skeppspräst medföljde Linnélärljungen Christopher Tärnström (1711–1746). I Ostindien drabbades besättningen av sjukdom och Tärnström och fyra andra svenskar dog 4 december 1746. De begravdes på en av stränderna i ögruppen Pulo Candor, Detta kom att bli Ströms sista medverkan Ostindiska kompaniet expeditioner till Kina. Han hade då samlat på sig en betydande förmögenhet och slutade 15 år senare sin aktiva tid som direktör i Ostindiska kompaniet. Under 1750-talet bistod han familjevännen Jonas Alströmer vid finansieringen av dennes kapitalslukande projekt och mottog därvid som pant Lärjeholms säteri vid Göta älv. Han påbörjade ett flertal förändringar och förbättringar vid egendomen, bland annat utfördes rothuggning, dikning och gödsling, med gödsel, som skeppades från Göteborg i kontinuerlig drift. Han anhöll hos Kunglig Majestät 1760 att få köpa och besitta Lärjeholms säteri under frälse hemmansrätt, vilket beviljades för honom och hustrun i deras livstid. Efter hand utvecklades Lärjeholm till ett mönsterjordbruk. Vid sitt besök 1773 kunde jordbruksexperten Anders Gustaf Barchæus lämna en ingående beskrivning av jordbruket och köks- och fruktträdgårdarna och noterade att det om direktörerna Sahlgren och Ström i trakten sades, att dessa vore de käckaste hushållare, som i tysthet uträtta stora ting. År 1768 tog han över driften och förvaltningen av familjebruket Gravendals bruk från sin bror Olof Ström.